# Aneta Michalak-Białkowska
Pour les articles homonymes, voir Michalak.
Aneta Michalak-Białkowska, née le 6 août 1977 à Poznań, est une kayakiste polonaise.

## Carrière
Elle remporte aux Mondiaux de course en ligne de 1999 à Milan deux médailles de bronze, en K-4 (kayak à quatre) sur 200 et 500 mètres. Quatrième de la finale de K-4 sur 500 mètres aux Jeux olympiques d'été de 2000 à Sydney, elle obtient ensuite une médaille d'argent aux Mondiaux de course en ligne de 2001 à Poznań en K-4 sur 1 000 mètres. 
Aux Championnats d'Europe de course en ligne 2002, elle est médaillée d'argent en K-2 sur 1 000 mètres et médaillée de bronze en K-4 sur 500 mètres. Médaillée d'or en K-4 sur 1 000 mètres aux Mondiaux de course en ligne de 2002 à Séville et médaillée d'argent en K-4 sur 500 mètres aux Mondiaux de course en ligne de 2003 à Gainesville, elle termine ensuite une nouvelle fois quatrième de la finale de K-4 sur 500 mètres aux Jeux olympiques d'été de 2004 à Athènes.
Aux Mondiaux de course en ligne de 2005 à Zagreb, elle est médaillée d'argent en K-4 sur 500 mètres et médaillée de bronze en K-2 sur 1 000 mètres.

## Vie privée
Elle est la femme de Dariusz Białkowski.